# Damien Dante Wayans
Pour les articles homonymes, voir Wayans.
Damien Dante Wayans est un acteur, réalisateur, producteur et scénariste américain né le 15 avril 1980, à New York aux États-Unis.